# Ordem Premonstratense
A Ordem de São Norberto, actualmente chamada de Ordem Premonstratense, ou dos cónegos regulares Premonstratenses (latim: Ordo Præmonstratensis ou Candidus et Canonicus Ordo Præmonstratensis, O. Præm), também conhecidos por Cónegos Brancos ou Cónegos de São Norberto, ou, no ramo feminino, de Monjas Premonstratenses ou Monjas de São Norberto, é uma ordem religiosa da Igreja Católica.

## História
A Ordem de São Norberto, ou Ordem Premonstratense, consiste num ramo que derivou da ordem dos cónegos regulares de Santo Agostinho, fundado em 1119 por São Norberto (nascido em Xanten, no Baixo Reno, por volta do ano 1080) em Prémontré, um pântano isolado na floresta de Coucy, na diocese de Laon, França. Possui também o ramo feminino das monjas premonstratenses.

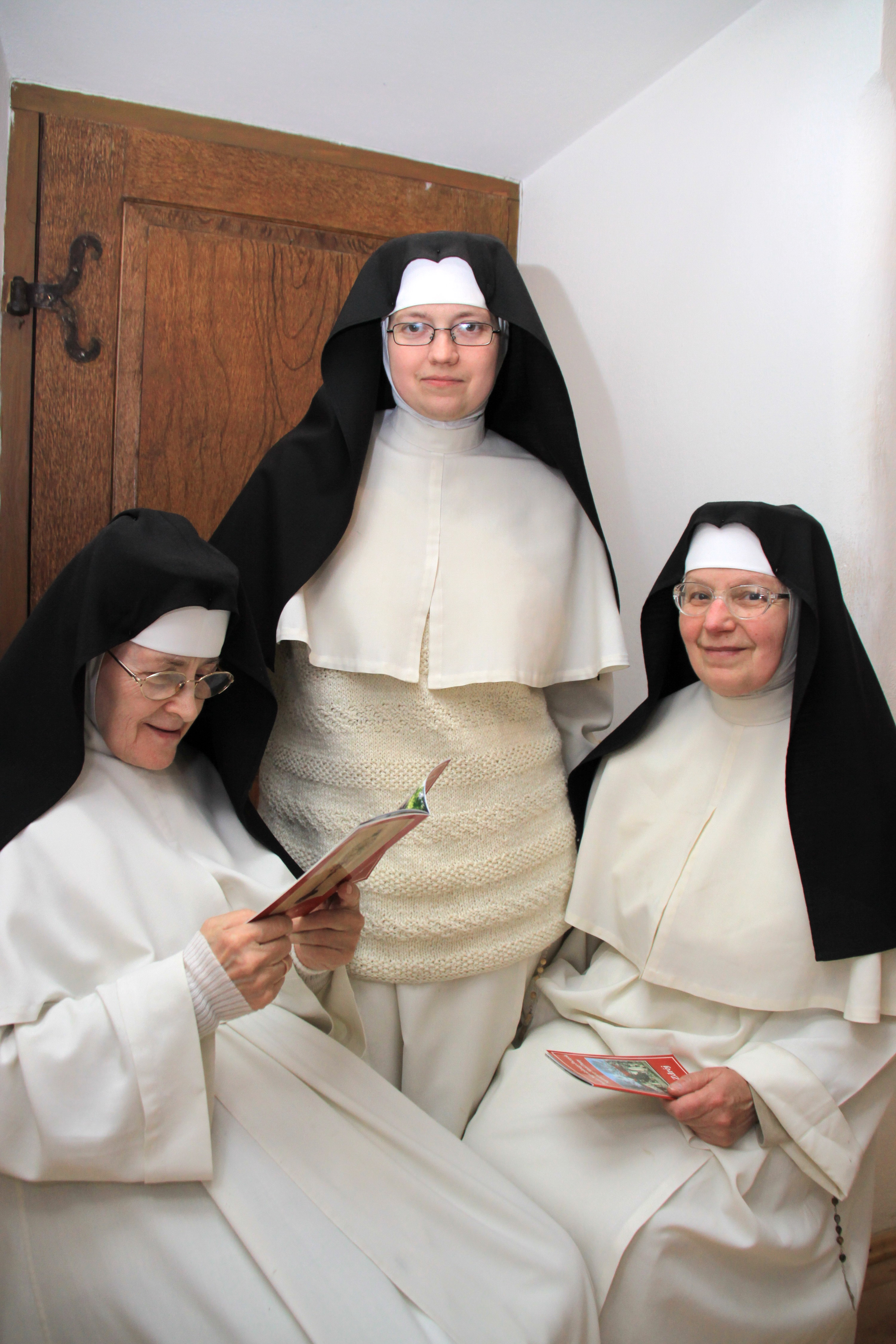
As Monjas da Ordem de São Norberto (ou Ordem Premonstratense).

A Ordem disseminou-se facilmente. Ainda em vida do seu fundador, já existiam casas premonstratenses na Síria e na Palestina. Manteve durante muito tempo a sua austeridade rígida mas, ao longo do tempo, à medida em que a Ordem ia enriquecendo, em Portugal, estabeleceram-se na Ermida de Paiva e talvez no mosteiro de Vandoma, mas a sua história está deficientemente registrada. Como exemplo de um mosteiro premonstratense, pode-se considerar a Abadia de Easby, em Inglaterra (onde a Ordem se estabeleceu em 1140, em Newhouse, no Lincolnshire).

### Quem são os Premonstratenses?
São Cônegos Regulares, isto é, religiosos que formam uma Igreja local em torno do Abade e em comunhão com a Igreja de Roma. São religiosos sacerdotes, homens que procuram seguir os exemplos de Jesus Cristo e viver seu Evangelho, consagrados a Deus pela promessa de conversão continua dos costumes pelos votos de castidade, pobreza e obediência, ordenados para o serviço para o povo de Deus. A Ordem Premonstratenses foi fundada por São Norberto, o Apostolo da Eucaristia, em 1121, em Prémontré (“mostrado antes”). Nosso Ideal de Vida está em Atos dos Apóstolos 4,32: “A multidão dos fieis era um só coração e uma só alma”. É dessa maneira que buscamos viver e, para organizar nossa vida comunitária, seguimos a Regra de Santo Agostinho.

### Espiritualidade Premonstratense
São homens de oração, assim podendo obter a realização profunda do ser, “que está sempre inquieto enquanto não encontra a Deus”, como diz Santo Agostinho. Como Premonstratenses, receberam do fundador, São Norberto, duas heranças especiais: a Adoração Eucarística e um Amor Especial por Maria. Nossa espiritualidade, como a de todos os cristãos, consiste em buscar sempre a união com Deus pela vida no Espírito de Jesus. No íntimo de nosso coração e, na vida liturgia da comunidade, procuramos a paz da intimidade com o Pai.

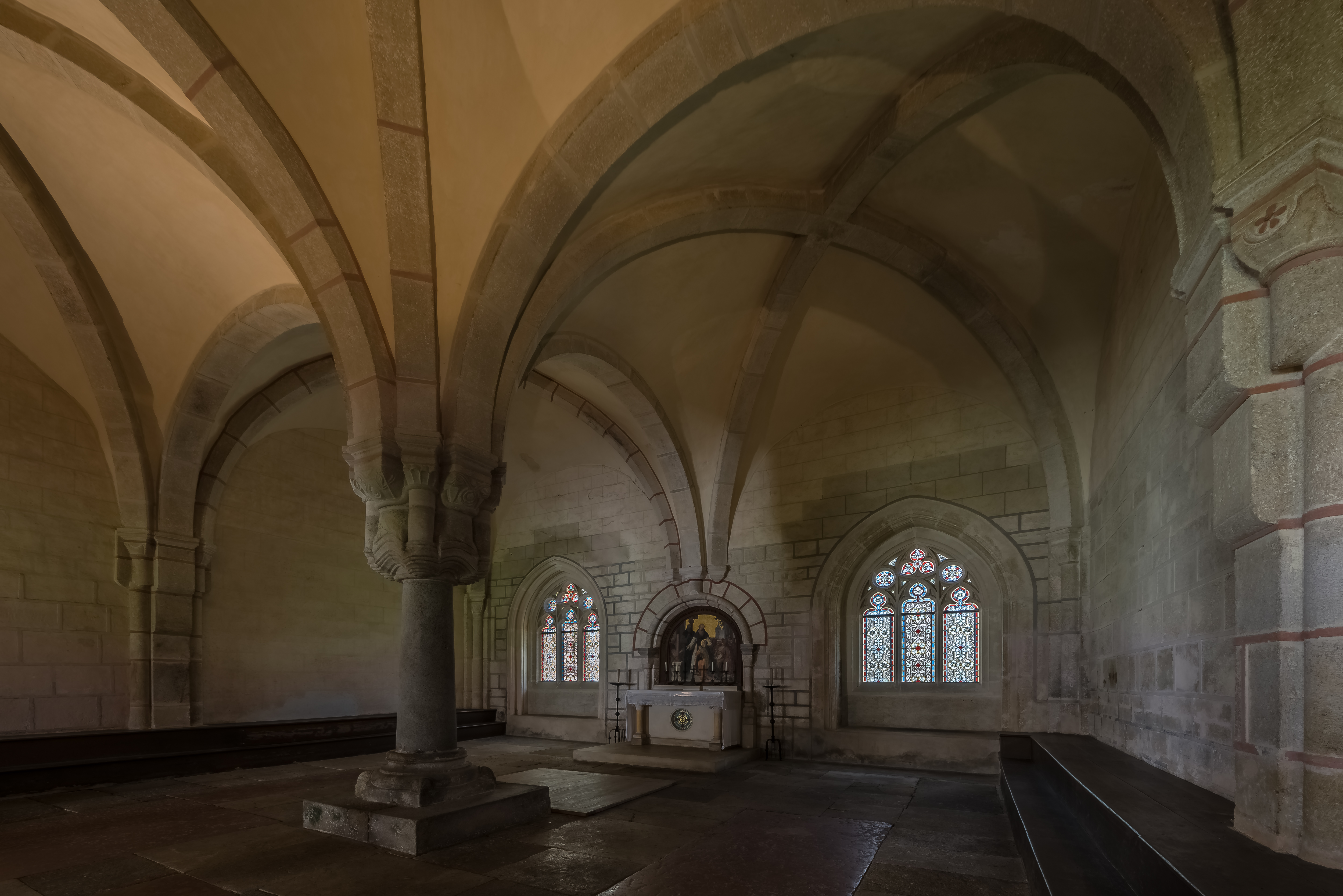
Abadia Premonstratense

### O carisma Premonstratense
O Carisma Premonstratenses, dom de Deus à sua Igreja, consiste na vida Canonical, ou seja, numa forma simples estruturada sobre cinco colunas mestras: vida em comunidade, Liturgia das Horas, Devoção Eucarística, Devoção Mariana e Serviço Pastoral. Existe a missa conventual diária e a liturgia das horas rezada solenemente em comum. Também em continuidade com a vida comunitária, assumem vários trabalhos junto ao povo de Deus, de acordo com os dons de cada um e as necessidades dos lugares onde estão: párocos, vigários, confessores e diretores espirituais. Todos, entretanto, vivem no mesmo convento, em comunidade, numa vida de oração, meditação e partilha, sempre “Prontos para toda Obra!” (2Tm 2,21), como ensina o fundador São Norberto.
Possuem algumas Obras Sociais: Centro Terapêutico e de Recuperação de dependentes químicos, Casa de apoio a criança com câncer, Assistência a famílias carentes; Alfabetização de Adultos; Abrigo para crianças carentes.
No Brasil
No Brasil os Premonstratenses estão presentes em três canonias: Canonia Jauense (Jaú - SP), Canonia de Montes Claros (MG) e a Canonia de Itinga (Lauro de Freitas - BA).

## Abade Geral
O mais alto representante da ordem premonstratensiana é o abade geral. Ele é o supremo superior de todos os oficiais e membros da ordem. Ele representa a ordem externamente e perante a Santa Sé . Sua principal tarefa internamente é a coesão e a conexão das casas religiosas pré-estratensianas espalhadas por todo o mundo. A sede do abade geral é a Casa Geral da Cúria Geral (Curia generalitia) em Roma. A partir daqui, o abade geral e seus oficiais lideram a ordem. Ele continua com o título Dominus Praemonstratensis (Lord of Prémontré) com a adição Amplissimus (Sublime). Sua saudação é monsenhor . Ele tradicionalmente usa umPileolus , um biret e um Cappa Magna na cor violeta.
O abade geral dos pré-estratensianos é eleito pelo capítulo geral, que se reúne a cada seis anos. Antes da Revolução Francesa , o Abade de Prémontré era o Abade Geral da Ordem. Generaläbte desde 1869 foram (O número refere-se ao resultado oficial da Norbertine Generaläbte):
56. Hieronymus von Zeidler (Strahov Abbey / Praga), 1869-1870 

57. Sigismund Stary (Abadia de Strahov / Praga), 1883-1905 

58. Norbert Schachinger (Abadia de Schlägl / Áustria), 1906-1922 

59. Gummarus Crets (Abadia de Averbode / Bélgica), 1922-1937 

60. Hubertus Noots (Abadia de Tongerlo / Bélgica), 1937-1962 

61. Norbertus Calmels (1908-1985) (Abadia de Saint-Michel-de-Frigolet / França), 1962-1982 

62. Marcel van de Ven (Abadia de Berna / Holanda), 1982-1996 

63. Hermenegild Noyens (Abadia de Tongerlo / Bélgica), 1996-2003 

64. Thomas Handgrätinger (Abadia de Windberg / Alemanha), 2003-2018 

65. Jos Wouters  (Abadia de Averbode / Bélgica), desde 2018